# Peter Cincotti (album)
Peter Cincotti è l'album di debutto del pianista, cantante e compositore jazz Peter Cincotti.

## Tracce
1. I Changed the Rules - 5:14
2. Comes Love - 4:18
3. Are You the One? - 3:55
4. Sway - 4:12
5. Miss Brown - 4:17
6. Lovers, Secrets, Lies - 3:46
7. The Fool on the Hill/Nature Boy - 3:47
8. Ain't Misbehavin' - 3:43
9. Come Live Your Life With Me (The Godfather Waltz) - 4:46
10. Spinning Wheel - 3:10
11. You Stepped Out of a Dream - 3:18
12. Rainbow Connection - 4:01

## Classifiche
| Paese  | Posizione più alta |
| ------ | ------------------ |
| Italia | 75                 |